# Polska Partia Socjalistyczna Litwy i Białorusi
Polska Partia Socjalistyczna Litwy i Białorusi – polskie i środkowolitewskie ugrupowanie polityczne o charakterze socjalistycznym. Partia była blisko związana z Polską Partią Socjalistyczną. Przewodniczącym klubu partii w Sejmie Litwy Środkowej był Aleksander Zasztowt.

## Zarys programu
Partia sprzeciwiała się bezwarunkowej inkorporacji Wileńszczyzny do Polski. Zamiast tego popierano pewien zakres autonomii Wileńszczyzny. W kwestiach społecznych propagowano idee klasowe i chroniono swoim programem warstwę robotniczą.